# Polytrichum conorhynchum
Polytrichum conorhynchum là một loài rêu trong họ Polytrichaceae. Loài này được Kindb. mô tả khoa học đầu tiên năm 1892.